# Bellevalia speciosa
Bellevalia speciosa (белевалія сарматська як Bellevalia sarmatica) — вид рослин з родини холодкових (Asparagaceae), поширений у Європі й західній Азії.

## Опис
Однорічна рослина, 30–40 см заввишки. Листки широко-ланцетні, коротші від стебла. Суцвіття широко-конічний; квітконіжки під час цвітіння довші від квітки в 4–8 разів, при плоді ще більш подовжуються, тверді, горизонтально відхилені. Оцвітина 8–9 мм довжиною, трубчасто-дзвонова, до 1/3 довжини 6-лопатевий, брудно-фіолетовий, з зеленувато-жовтими лопатями.

## Поширення
Поширений у південно-східній Європі (Румунія, Україна, Росія) та західній Азії (Азербайджан, Вірменія, Грузія, Туреччина, Іран, Ірак).
В Україні вид зростає в степах, на сухих трав'янистих схилах — на півдні Лісостепу, зрідка; в Степу і Криму (за винятком гірському Криму), досить зазвичай.